# Ognes (Marne)
Ognes ist eine französische Gemeinde mit 60 Einwohnern (Stand: 1. Januar 2022) im Département Marne in der Region Grand Est (bis 2015 Champagne-Ardenne). Sie gehört zum Arrondissement Épernay und zum Gemeindeverband Sud Marnais. Die Bewohner werden Ognats genannt.

## Geografie
Die Gemeinde Ognes liegt 14 Kilometer östlich von Sézanne, 45 Kilometer südwestlich von Châlons-en-Champagne und etwa 115 Kilometer östlich von Paris im Westen der Champagne sèche, der „trockenen Champagne“. In Ognes fließen die Vaure und die Maurienne zusammen, ab diesem Punkt heißt der Fluss Superbe. Das 7,79 km² umfassende Gemeindegebiet ist bis auf die Auwälder an den Flussläufen fast waldlos und geprägt von großflächigen Äckern auf überwiegend flachem Bodenrelief. Umgeben wird Ognes von den Nachbargemeinden Connantre im Norden, Corroy im Osten, Angluzelles-et-Courcelles im Süden sowie Pleurs im Westen.

## Geschichte
Herrscher über Ognes wie auch über das nahegelegene Thaas waren die Herren Du Va. Sie residierten in einem Schloss mit einem 40 ha großen Park. Schloss und Park wurden 1858 zerstört.
Zwischen 1838 und 1843 wurde in gnes eine Ölmühle installiert. Man produzierte hier anfangs jährlich 30 Hektoliter Hanföl und 45 Hektoliter Rapsöl. Die Ölmühle war bis in die 1940er Jahre in Betrieb und wurde in den frühen 1970er Jahren stillgelegt.

### Bevölkerungsentwicklung
| Jahr      | 1962 | 1968 | 1975 | 1982 | 1990 | 1999 | 2006 | 2013 | 2021 |
| Einwohner | 104  | 102  | 83   | 79   | 80   | 72   | 70   | 68   | 60   |

Im Jahr 1806 wurde mit 169 Bewohnern die bisher höchste Einwohnerzahl ermittelt. Die Zahlen basieren auf den Daten von cassini.ehess und INSEE.

## Sehenswürdigkeiten
- Kirche Saint-Quentin aus dem 15. und 16. Jahrhundert
- Wegkreuz

## Wirtschaft und Infrastruktur
Größter Arbeitgeber in der Umgebung ist die frei Kilometer nördlich von Ognes gelegene Zuckerfabrik TEREOS.
In Ognes sind 15 Landwirtschaftsbetriebe ansässig (Anbau von Getreide, Hülsenfrüchten, Ölsaaten, Zuckerrüben).
Durch die Gemeinde Ognes führt die Fernstraße D 6 von Anglure nach Connantre. Wenige Kilometer nördlich von Ognes verläuft die teilweise autobahnartig ausgebaute Route nationale 4 von Paris nach Nancy.

## Belege
1. ↑  kleiner Geschichtsabriss, auf cc-sudmarnais.fr (französisch)
2. ↑  Ognes auf cassini.ehess
3. ↑  Ognes auf insee.fr
4. ↑  Landwirtschaftsbetriebe auf annuaire-mairie.fr (französisch)